# Фрикционная передача
Фрикционная передача (лат. frictio, родительный падеж frictionis — трение) — кинематическая пара, использующая силу трения между собой для передачи механической энергии.
Трение между элементами может быть сухое, граничное, жидкостное. Жидкостное трение наиболее предпочтительно, так как значительно увеличивает долговечность фрикционной передачи.

## Классификация передач
Фрикционные передачи бывают:
- с параллельными валами
- с пересекающимися валами
- с внешним контактом
- с внутренним контактом

по возможности варьирования передаточного отношения
- нерегулируемые (i=const)
- регулируемые (фрикционный вариатор)

по возможности изменения передаточного отношения при наличии промежуточных тел в передаче
по форме контактирующих тел
- цилиндрические
- конические
- сферические
- плоские

## Применение
Валы прокатных станов, мотор-редуктор с фрикционным вариатором, ведущие колёса транспортных средств, взаимодействующих с опорной поверхностью посредством сил трения.